# Literaturpreis Roter Vogel
Der Literaturpreis Roter Vogel (jap. 赤い鳥文学賞, Akai-Tori-Bungakushō) war ein Literaturpreis für japanische Kinder- und Jugendliteratur, der von 1971 bis 2010 alljährlich unter der Schirmherrschaft der Gesellschaft Roter Vogel zur Erinnerung an den Kinderbuchautor Miekichi Suzuki vergeben wurde. Die Vergabe wurde vom Verlag Komine Shoten verwaltet.

## Preisträger
- 1971 Muku Hatojū für Maya no isshō (マヤの一生) und für Momo-chan to Akane (モモちゃんとあかね)
- 1972 Shōno Junzō für Akio to Ryōji (明夫と良二) und Seki Hideo für Shiroi chō no ki (白い蝶の記) und für Chiisai kokoro no tabi (小さい心の旅)
- 1973 Andō Mikio für Dendenmushi no keiba (でんでんむしの競馬)
- 1974 Funazaki Yoshihiko für Poppen sensei to kaerazu no numa (ぽっぺん先生と帰らずの沼)
- 1975 Matsutani Miyako für Momo-chan to Akane-chan no hon (モモちゃんとアカネちゃんの本) und Satō Yoshimi für sein sechsbändiges Gesamtwerk
- 1976 Kōzaki Mieko für Mahō no benchi (魔法のベンチ) für Chapuchappun no hanashi (ちゃぷちゃっぷんの話)  und Nonagase Masao für Shishū chisana boku no ie (詩集・小さなぼくの家)
- 1977 Shōno Eiji für Arufabetto guntō (アルファベット群島) und Kogure Masao für Mata shichigitsune jitensha ni noru (また七ぎつね自転車にのる)
- 1978 Miyakawa Hiro für Yoru no kagebōshi (夜のかげぼうし)
- 1979 Hama Mitsuo für Haru yo koi (春よこい)  und Kobayashi Jun'ichi  für Shōnen shishū: Mosaku jii san (少年詩集・茂作じいさん)
- 1980 Miyaguchi Shizue für die achtbändige Gesamtausgabe seiner Märchen
- 1981 Iwamoto Toshio für Karasu ga kākā naiteiru (からすがカアカア鳴いている)
- 1982 Yazaki Setsuo für Hoshi to sora no shita de (ほしとそらのしたで)
- 1983 Inui Tomiko für Yamamba minarai no musume (山んば見習いのむすめ) und Sugi Mikiko für Chiisana machi no fūkei (小さな町の風景)
- 1984 Funazaki Yasuko für Tobenai karasu to tobanai karasu (とべないカラスととばないカラス)
- 1985 Yamamoto Kazuo für Shirukurōdo ga hashiru gobi sabaku (シルクロードが走るゴビ砂漠)
- 1986 Yamashita Haruo für Umi no kōmori (海のコウモリ)
- 1987 nicht vergeben
- 1988 Okada Jun für Tobira no mukō no monogatari (扉のむこうの物語)
- 1989 Hama Takaya für Kaze sōdan o hashiru (風、草原をはしる)
- 1990 Hasegawa Shūhei für Mienai ehon (見えない絵本)
- 1991 Shimizu Tamiko[3] für Shimizu Tamiko shishū katatsumori no uta (清水たみ子詩集 かたつむりの詩)
- 1992 Katō Taichi für Tōku e iku kawa (遠くへいく川)
- 1993 Horiuchi Sumiko für Futari no aiko (ふたりの愛子)
- 1994 nicht vergeben
- 1995 Ōsu Akito[4] 大洲秋登 für Domino taoshi (ドミノたおし)
- 1996 Chaki Shigeru für Medaka no gakkō (めだかの学校)
- 1997 Ogiwara Noriko für Usubeni Tennyo (薄紅天女)
- 1998 Mori Tadaaki für Green Eyes (グリーン・アイズ, Gurīn aizu)
- 1999 Sakurai Nobuo für Hateruma shikina yomigaeri no tori Hateruma (ハテルマ シキナよみがえりの鳥・波照間)
- 2000 Ninomiya Yukiko für Harinezumi no purupuru (ハリネズミのプルプル)
- 2001 Hatachi Yoshiko für Matasugu ni aeru kara shishū (またすぐに会えるから 詩集)
- 2002 Okii Chiyoko  für Sora yuku fune (空ゆく舟) (Illustration von Ishikura Kinji)
- 2003 Hirose Hisako für Soshite kaeru wa tobu! (そして、カエルはとぶ！) (Illustration von Watanabe Yōji[5])
- 2004 Hasegawa Setsuo für Ningyō no tabidachi (人形の旅立ち)
- 2005 Ri Kingyoku[6][Anm. 1]  für Ichido kieta mono wa shishū (いちど消えたものは 詩集)
- 2006 Takadono Hōko für Watashitachi no bōshi (わたしたちの帽子)
- 2007 Satō Satoru für Honchō kidan Tengu dōji (本朝奇談 天狗童子)
- 2008 Takashi Yoshiichi für Tengu (天狗)
  - 2008 Sonderpreis an Wakisaka Rumi für Akai tori tonda Suzuki suzu to chichi Miekichi (赤い鳥翔んだ -鈴木すずと父三重吉-)
- 2009 Moriyama Miyako für Hana to terakoya no nakamatachi (ハナと寺子屋のなかまたち)
- 2010 Iwasaki Kyōko für Tategu shokunin no Sentarō (建具職人の千太郎)

## Anmerkung
1. ↑  Es handelt sich um die Onyomi-Lesung des koreanischen Namens: Ri Kŭm-ok.